# 25 ottobre
Il 25 ottobre è il 298º giorno del calendario gregoriano (il 299º negli anni bisestili). Mancano 67 giorni alla fine dell'anno.

## Eventi
- 79 - Il Vesuvio erutta violentemente, ricoprendo di ceneri e lapilli le antiche città romane di Pompei, Stabia e Ercolano.
- 286 – Esecuzione dei santi Crispino e Crispiniano durante il regno di Diocleziano
- 473 – L'imperatore Leone I il Trace acclama suo nipote Leone II come cesare dell'Impero romano d'Oriente
- 990 – Terremoto a Benevento
- 1147 – I turchi selgiuchidi sconfiggono i crociati tedeschi di Corrado III di Svevia nella battaglia di Dorylaeum
- 1147 – Reconquista: dopo un assedio durato sette mesi i cavalieri crociati guidati da Alfonso Henriques riconquistano Lisbona
- 1415 – L'esercito di Enrico V d'Inghilterra sconfigge i francesi nella battaglia di Azincourt
- 1616 – Il marinaio olandese Dirk Hartog effettua la seconda spedizione fatta dagli europei su suolo australiano
- 1662 – Re Carlo II d'Inghilterra vende Dunkerque alla Francia
- 1671 – Giovanni Cassini scopre Giapeto, il primo dei 4 satelliti naturali di Saturno da lui scoperti
- 1760 – Giorgio III diventa re del Regno Unito
- 1783 – Le truppe britanniche lasciano New York
- 1812 – Guerra anglo-americana: la fregata americana USS United States, comandata da Stephen Decatur, cattura la fregata britannica HMS Macedonian
- 1822 – Guerra d'indipendenza greca: comincia il primo assedio di Missolungi
- 1854 – Battaglia di Balaklava durante la guerra di Crimea (Carica della brigata leggera)
- 1867 – Battaglia di Monterotondo: i garibaldini sconfiggono i pontifici e conquistano Monterotondo
- 1902 – Il Regno Unito si annette il Transvaal
- 1944 – Il Giappone lancia i primi attacchi dei kamikaze, durante la battaglia del Golfo di Leyte
- 1945 – Il Giappone consegna Taiwan alla Cina
- 1955 – Sadako Sasaki muore a causa dei raggi gamma in seguito ai bombardamenti atomici di Hiroshima e Nagasaki
- 1962 – Crisi dei missili di Cuba: Adlai Stevenson mostra all'ONU delle foto che dimostrano che missili sovietici sono installati a Cuba
- 1971 – Le Nazioni Unite accolgono la Repubblica Popolare Cinese ed espellono la Repubblica di Cina
- 1973 – Fine della guerra del Kippur
- 1983
  - Attacco terroristico alla base americana in Libano, nell'ambito della missione di pace.
  - Gli Stati Uniti invadono Grenada
- 1993 – Jean Chrétien diventa primo ministro del Canada
- 2007 – Primo volo commerciale dell'Airbus A380
- 2015 – Elezioni presidenziali in Argentina

## Nati
Ci sono circa 1 060 voci su persone nate il 25 ottobre; vedi la pagina Nati il 25 ottobre per un elenco descrittivo o la categoria Nati il 25 ottobre per un indice alfabetico.

## Morti
Ci sono circa 530 voci su persone morte il 25 ottobre; vedi la pagina Morti il 25 ottobre per un elenco descrittivo o la categoria Morti il 25 ottobre per un indice alfabetico.

## Feste e ricorrenze

### Civili
World Pasta Day

### Religiose
Cristianesimo:
- Sant'Amone di Toul, vescovo
- Sant'Angilramno di Metz, vescovo
- San Bernardo Calvò, vescovo di Vich
- Santa Canna, moglie di San Sadwrn
- San Cleto diacono
- Santi Crisante e Daria, martiri
- Santi Crispino e Crispiniano di Soissons, martiri
- Santa Derbilia del Connaught, martire
- San Frontone di Perigueux, vescovo
- San Frutto, eremita a Segovia
- San Gaudenzio di Brescia, vescovo
- Santi Gavino, Gianuario e Proto, martiri
- Sant'Ilario di Javols, vescovo
- Santi Martirio e Marciano, martiri
- San Mauro di Pécs, vescovo
- Santi Mauro e Beneria, sposi e martiri
- San Miniato di Firenze, martire
- San Nestorio (Chiesa assira d'Oriente)
- Santa Tabita, vedova
- San Tegulo (Tegolo), martire
- Beato Bernardino Otranto, religioso
- Beato Bernardo di San Giuseppe, mercedario
- Beato Carlo Gnocchi, sacerdote
- Beata Caterina di Bosnia, regina, terziaria francescana
- Beato Domenico da Siviglia, mercedario
- Beato Ludovico di Arnstein, premostratense
- Beata Maria Teresa Ferragud Roig e 4 figlie suore, martiri
- Beato Riccardo Centelles Abad, sacerdote e martire
- Beato Taddeo McCarthy, vescovo